# کوتاواگورا
کوتاواگورا (به لاتین: Kotawagura) یک منطقهٔ مسکونی در سری‌لانکا است که در استان مرکزی (سری‌لانکا) واقع شده‌است.